# (9826) Ehrenfreund
(9826) Ehrenfreund (2114 T-3) – planetoida z grupy pasa głównego asteroid okrążająca Słońce w ciągu 5,18 lat w średniej odległości 2,99 j.a. Odkryta 16 października 1977 roku.